# Flettner Flugzeugbau

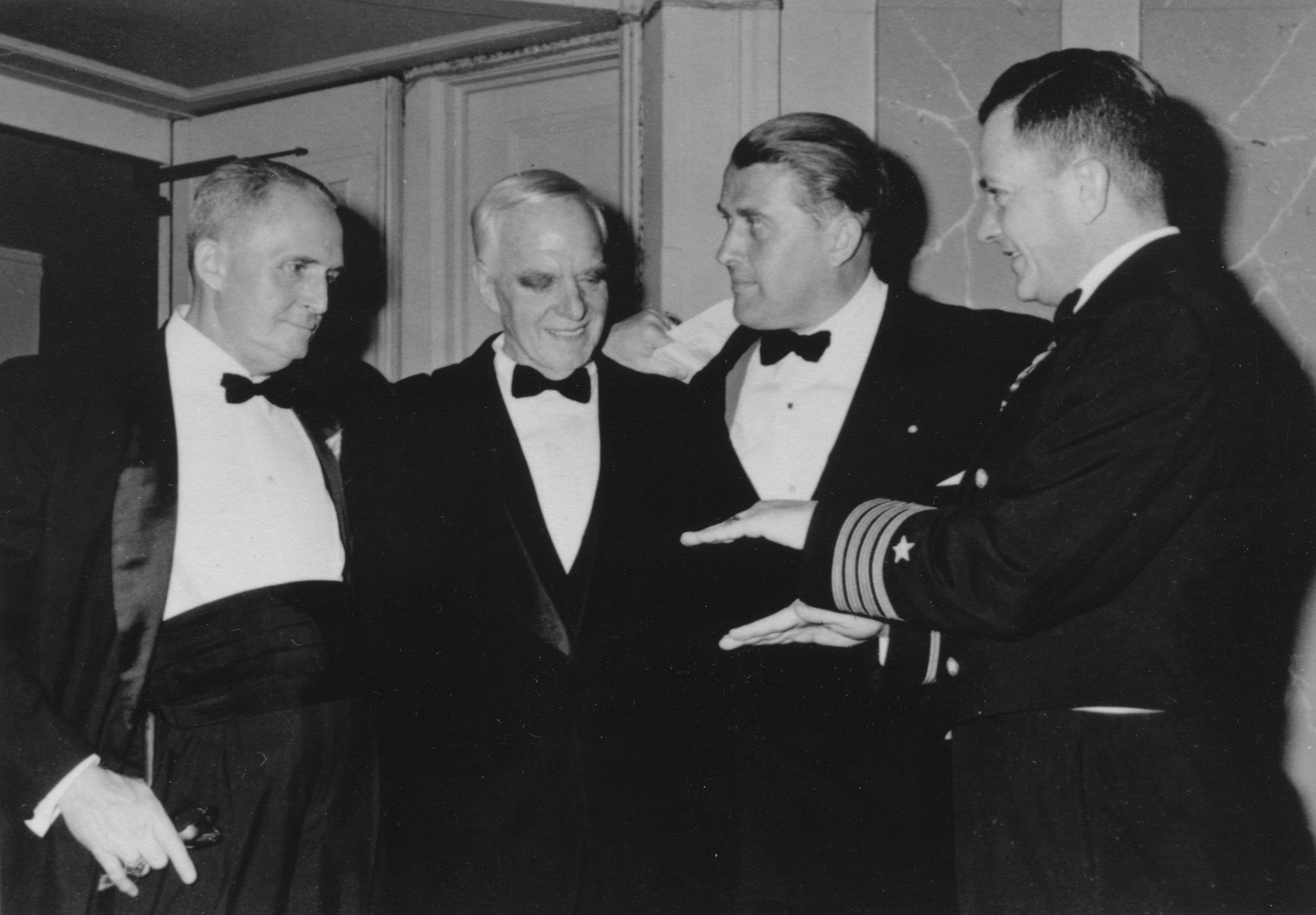
Anton Flettner (2° da sx) con Wernher von Braun

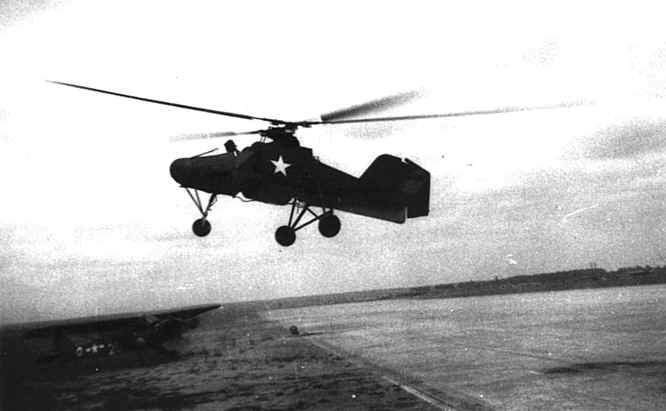
Flettner Fl 282 degli USA come velivolo sperimentale

La Flettner Flugzeugbau fu un'azienda tedesca di elicotteri, creata da Anton Flettner nel 1935 a Johannisthal-Berlino, con forma sociale GmbH.

## Storia
Nel 1917 Anton Flettner costruì un prototipo di velivolo autoportante e ottenne un brevetto nel 1918. Questo principio venne chiamato Flettner-Ruder o flap Flettner, utilizzato successivamente anche sulle navi. Dopo il 1921 sviluppò il rotore Flettner per le navi, sfruttando l'effetto Magnus. Solo nel 1926 si ebbe un utilizzo pratico.
Per i velivoli vennero progettati e costruiti gli elicotteri Flettner Fl 184 e Flettner Fl 185 nel 1935. Nel 1938 assieme a Kurt Hohenemser e Gerd Sissingh venne creato il Flettner Fl 265. Fu il primo ad utilizzare i rotori controrotanti Flettner. Nel 1940 venne sviluppato il Flettner Fl 282 Kolibri, che venne costruito in venti esemplari fino al 1942 e utilizzato dal Bordfliegerstaffel 3./196.
Alla fine della seconda guerra mondiale due esemplari vennero presi dalle forze USA. Lo stesso Flettner emigrò negli USA e divenne progettista alla Kaman Corporation. Divenne egli stesso poi imprenditore della Flettner Aircraft Corporation a Kew Gardens, Queens, New York City.